# Spytihněv van Moravië
Spytihnev van Moravië (? - 1199), uit het geslacht der Přemysliden, was een zoon van Vratislav van Moravië. Hij was hertog van Brno in 1189-1191 en 1194-1197. Samen met Hendrik Břetislav van Bohemen, in wie hij zijn meerdere erkende, nam hij deel aan diverse krijgstochten. Na de dood van Hendrik Břetislav, was Spytihnev een van de drie troonpretendenten, evenals Wladislaus Hendrik en Ottokar. In deze strijd werd hij verslagen en blind gemaakt en stierf ten slotte aan zijn verwondingen.